# Apletodon dentatus
Il succiascoglio microcefalo (Apletodon dentatus) è un pesce di mare della famiglia Gobiesocidae.

## Distribuzione e habitat
Questo pesciolino è presente nel mar Mediterraneo occidentale e nel mar Adriatico nonché nell'Oceano Atlantico orientale tra lo stretto di Gibilterra e la Scozia.

Vive su fondi scogliosi ricchi di alghe da pochi centimetri di profondità ad oltre 100 metri. Nell'Oceano Atlantico si trova spesso associato all'alga bruna Saccorhiza polyschides, una Laminaria.

## Descrizione
Molto simile all’Apletodon incognitus ma è più grande (fino a 5 cm), con testa larga (apparenza da guance paffute), soprattutto nei maschi. La pinna dorsale nel maschio è uniformemente colorata, nella femmina e nel giovane è come nel congenere, scura davanti e trasparente nei due terzi posteriori. I denti caniniformi sporgono a bocca chiusa e sono ben evidenti. L'adulto non ha la macchia chiara triangolare sotto l'occhio ma il giovane può averla ed in tal caso si può (non sempre) distinguere solo per la colorazione più uniforme che ha questa specie. Colorazione dell'adulto in genere brunastra o giallastra con fitti punti chiari nel maschio.

## Riproduzione
Il maschio sorveglia le uova.